# Rio Santa
O rio Santa é um curso de água que banha o Peru. Nasce na região de La Libertad e desagua a pouca distância da cidade de Chimbote, a norte. Dá o nome a uma das 20 províncias da região de Anchash, localizada a oeste do Peru.
1. ↑  Condom, Thomas; Escobar, Marisa; Purkey, David; Pouget, Jean Christophe; Suarez, Wilson; Ramos, Cayo; Apaestegui, James; Tacsi, Arnaldo; Gomez, Jesus (julho de 2012). «Simulating the implications of glaciers' retreat for water management: a case study in the Rio Santa basin, Peru». Water International (em inglês) (4): 442–459. ISSN 0250-8060. doi:10.1080/02508060.2012.706773. Consultado em 2 de outubro de 2024